# Alofi Bay

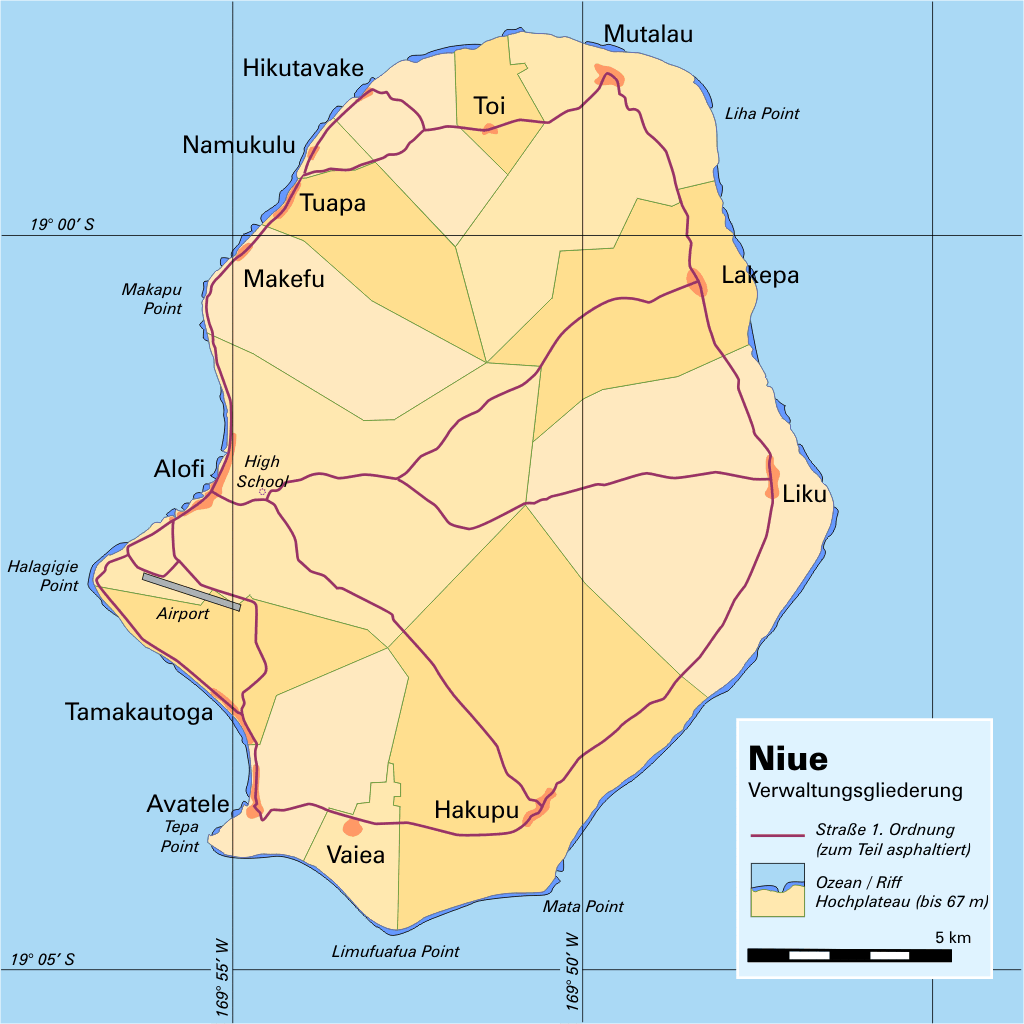
Het eiland Niue met aan de westkant Alofi Bay

Alofi Bay is een baai aan de westelijke zijde van Niue. Samen met Avatele Bay, onmiddellijk ten zuiden ervan, vormt Alofi Bay een groot deel van de westkust van het eiland in de Grote Oceaan. 
Alofi Bay is genoemd naar de hoofdstad Alofi, van dewelke de kustlijn het overgrote deel van de baai omzoomt. Ook de dorpjes Aliutu en Tufukia, op het grondgebied van Alofi, liggen aan Alofi Bay. In het noorden wordt de baai begrensd door Makapu Point in Makefu, in het zuiden door Halagigie Point op de grens met Tamakautoga, het meest westelijke punt van het eiland — ter hoogte van deze kaap ligt ook de internationale luchthaven.